# 라마단 빈 알라웃딘
라마단 빈 알라웃딘(1312년-1349년 4월 11일, 아랍어: مضان ابن علاء الدين)은 원대 광서성 용주 용천현을 다스렸던 고려계 무슬림 다루가치이다. 그의 존재는 광저우 화이셩 모스크 묘지에 있는 비문을 통해서만 알려져 있다. 라마단은 한국 최초의 무슬림 개종자로 유명하지만, 그가 한민족인지는 확실하지 않다.
14세기 한국의 무슬림인 라마단을 논의한 최초의 학술 출판물은 1989년 중국 역사가 양탕과 장융싱이 광저우의 이슬람 비문명에 관한 논문을 발표한 것이다. 라마단의 존재는 2005년 대한민국의 일간지 한국일보에서 당시 주한 대사였던 손상하가 라마단 비문의 복제품을 보기 위해 광저우를 방문했다는 기사를 게재하면서 대중들에게 알려졌다. 2006년 대한민국 공영 방송인 KBS는 라마단을 중심으로 중세 한국의 이슬람을 다룬 다큐멘터리를 제작했다.

## 비문

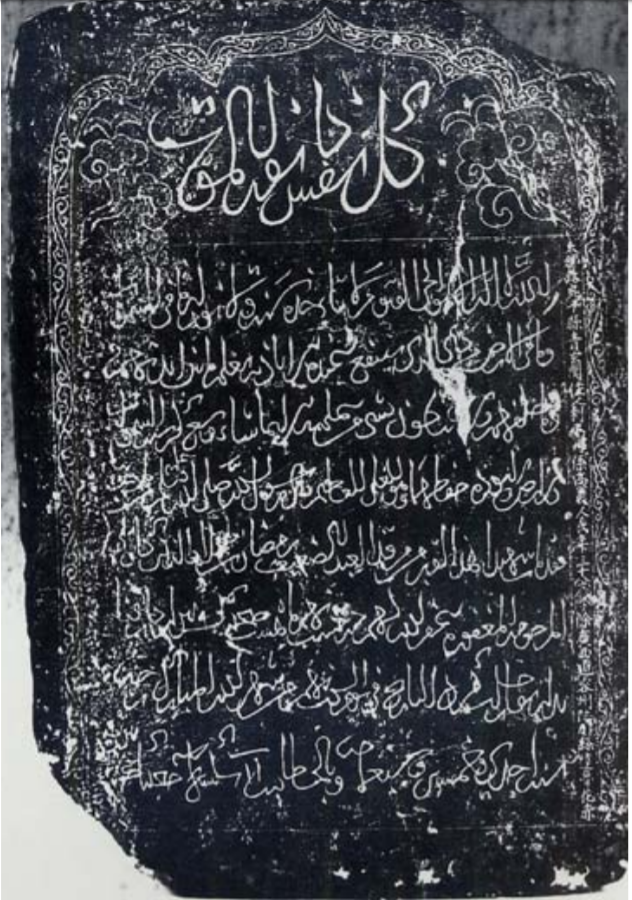
라마단 빈 알라웃딘의 비문

라마단의 생애는 중국에서 죽은 것으로 추정되는 예언자 무함마드의 동반자 사드 이븐 아비 와카스의 무덤과 가까운 곳에 위치한 중국 광저우 화이성 모스크 묘지에 있는 그의 비문으로만 알려져 있다. 비문은 현재 화이성 모스크 건물 내부로 옮겨졌다. 본문은 이중 언어로 되어 있으며 중앙에는 아랍어가, 여백에는 작은 글씨로 한문이 적혀 있다.

아랍어 비문은 전형적인 이슬람 장례식 비문의 형식을 따르고 있다. 쿠란 3장 185절의 "모든 영혼은 죽음을 맛보리라"라는 문구를 제목으로 사용한다. 이 비문은 왕좌의 구절이 전체적으로 인용되며 라마단 자신에 대한 몇 가지 세부 사항을 덧붙인다:
하나님의 사자는 오래 전에 “이방 땅에서 죽는 자는 순교자로 죽는다”고 말씀하셨다.
이 묘지는 죽은 라마단 빈 알라웃딘이 돌아온 곳이다. 하나님께서 그를 용서해 주시고 자비를 베풀어 주시기를 바란다.

 [읽을 수 없음] 알레포를 방문한 자는 751년 라자브 [읽을 수 없음]의 날짜에 하나님의 축복을 받았다고 적고 있다.
함께 제공되는 한문에는 라마단의 주소, 직업, 사망 및 매장 날짜가 나와 있다.
라마단은 대도로 완평현 청현관에 거주하는 고려인이다. 그는 38세였으며, 당시 광서도 용주 육천현 다루가치에 임명되었다. 그는 지정 9년 3월 23일(1349년 4월 11일)에 세상을 떠났다. 그는 8월 18일(9월 30일) 광주성 북쪽 유화교 옆 계화강에 묻혔다. 비문이 제거되었다.
중국 문헌에 따르면 라마단은 1349년 4월에 사망했지만 9월이 되어서야 현재 그의 무덤이 있는 곳에 묻혔다. 아랍어 비문에 적힌 이슬람 달력 날짜인 라자브 751 AH는 중국 달력보다 1년 뒤인 서기 1350년 9월에 해당한다. 따라서 무덤의 현재 위치는 환장한 결과이며, 현재의 비문 자체는 환장한 지 1년 후에 작성된 것으로 추정된다.

## 정체성
라마단은 어느 정도 유명한 인물이었던 것으로 보인다. 그는 당시 중국을 다스리던 원나라의 다루가치나 지방 관리를 역임했을 뿐만 아니라 원나라 수도 대도(현재의 베이징) 근처에도 거처를 두고 있었다. 라마단은 중국 이슬람의 전설적인 창시자인 사드 이븐 아비 와카스 근처에 매장되고 여러 쿠란 구절을 포함한 친필 서명 비문으로 기념될 만큼 현지 무슬림 사회에서 중요한 존재로 여겨졌다.
라마단이 한민족인지에 대해서는 알려진 바가 없다. 13세기에 몽골이 고려를 정복한 후, 많은 중앙아시아의 무슬림(색목인)들이 몽골과 고려의 조정에서 일하거나 상업에 종사하기 위해 고려에 들어갔다. 이들은 고려의 수도인 개경에 지역 공동체를 설립했고, 그곳에서 그들은 모스크를 짓고 1427년 조선 조정에 의해 강제 동화를 명령하는 왕령이 선포될 때까지 상당한 문화적, 종교적인 자치를 누렸다. 몽골인들이 현지 지방관으로 색목인을 자주 임명했지만 고려인을 임명한 경우는 거의 없는 만큼 라마단은 중앙아시아(위구르족) 출신으로 태어나거나 고려에 정착한 무슬림이었을 것으로 보인다. 역사학자 이희수는 당시 룽저우가 베트남 쩐 왕조와의 무역 중심지였기 때문에 라마단이 고려에 근거지를 두며 원나라에 고용된 국제 세무 상인이었을 것으로 추측한다.
다른 한편으로, 라마단의 거주지는 14세기에 대규모의 고려인 디아스포라 공동체가 있었던 대도 교외 완평현이었다. 몽골인들은 때로 고려인들을 색목인으로 분류하기도 하고 중앙 관리와 지방관으로 임명하기도 했다. 따라서 라마단은 이슬람으로 개종한(혹은 아버지가 이슬람교로 개종한) 고려인이었을 가능성도 있다.

## 주해
1. ↑  A hadith or saying of the Islamic Prophet Muhammad; considered da'if ("weak") in Book 6, entry 1681 of the collection Sunan ibn Majah.
2. ↑  In East Asian age reckoning
3. ↑  4 September to 3 October, 1350

## 참고 문헌
- 김정위 (Kim Jong-wee) (2011). “Goryeo-mal Hoegol-in-ui gwihwa-wa Iseullam-ui Han-bando deungjang” 고려말 回鶻人의 귀화와 이슬람의 한반도 등장 [The assimilation of Uyghurs and the appearance of Islam in the Korean peninsula during the late Goryeo]. 《백산학보》 91: 177–241. ISSN 1225-7109. 2020년 6월 8일에 확인함.

- 박현규 (Park Hyun-kyu) (2004). “Choegeun balgul-doen Jungguk sojang Haedong gwallyeon geumseongmun: Goryeo-in Isseullam-gyodo Ramadan myobi” 최근 발굴된 중국 소장 海東 관련 금석문: 고려인 이슬람교도 剌馬丹 묘비 [A recently discovered Korea-related inscription in China: The epitaph of Ramadan, a Korean Muslim]. 《중국학논총》 17: 309–324. 2020년 6월 8일에 확인함.

- 이희수 (Lee Hee-soo) (2007). “Jungguk Gwangjeou-eseo balgyeon-doen Goryeo-in Ramadan bimun-e daehan han haeseok” 중국 광저우에서 발견된 고려인 라마단 비문에 대한 한 해석 [An interpretation of the epitaph of Ramadan, a man of Goryeo, discovered in Guangzhou, China]. 《한국이슬람학회논총》 17 (1): 63–80. ISSN 1226-2811. 2020년 6월 8일에 확인함.